# NGC 2505
NGC 2505 is een balkspiraalstelsel in het sterrenbeeld Lynx. Het hemelobject werd op 18 maart 1790 ontdekt door de Duits-Britse astronoom William Herschel.

## Synoniemen
- UGC 4193
- MCG 9-13-115
- ZWG 262.66
- NPM1G +53.0048
- IRAS08001+5341
- PGC 22644